# Ladri di futuro
Ladri di futuro è un film commedia del 1991, sceneggiato e diretto da Enzo Decaro.

## Trama
In un condominio situato in uno dei tanti quartieri della città di Napoli, si svolgono le vicende dei residenti dei vari appartamenti e delle persone che vi accedono per qualche mansione.
Ciascuno dei personaggi si rende conto che la felicità o la tristezza sono solo attuali; il titolo del film prende spunto infatti dal fatto che si tende a voler "rubare" la possibile felicità del giorno successivo, sperando che sia migliore di quello appena trascorso, anche se il più delle volte si tratta solo di illusione.